# کوری سندهاگن
کوری سندهاگن (انگلیسی: Cory Sandhagen؛ زادهٔ ۲۰ آوریل ۱۹۹۲) ورزشکار هنرهای رزمی ترکیبی اهل ایالات متحده آمریکا است. وی از سال ۲۰۱۵ میلادی تاکنون مشغول فعالیت بوده‌است.
او در حال حاضر در بخش خروس وزن مسابقات قهرمانی مبارزه نهایی (یواف‌سی) رقابت می‌کند. ساندهاگن که از سال ۲۰۱۵ به عنوان یک مبارز حرفه‌ای فعالیت می‌کند، برای تیم Legacy Fighting Alliance نیز رقابت می‌کرد. در تاریخ ۶ آگوست ۲۰۲۴، او در رتبه چهارم رده‌بندی خروس وزن یواف‌سی قرار دارد.